# Polsko-Japońska Akademia Technik Komputerowych Wydział Zamiejscowy w Gdańsku
Polsko-Japońska Akademia Technik Komputerowych (dawniej: Polsko-Japońska Wyższa Szkoła Technik Komputerowych; jap. ポーランド日本情報工科大学, Pōrando Nihon Jōhō Kōka Daigaku, dosł. polsko-japońska wyższa uczelnia przetwarzania informacji)) – została założona w 1994 r. przez Fundację Rozwoju Technik Komputerowych, powstałą na podstawie porozumienia rządów Polski i Japonii z 1993 r. Wpisana do rejestru niepaństwowych szkół wyższych decyzją ministra edukacji narodowej z dnia 30 listopada 1994 r. W 2007 r. Polsko-Japońska Wyższa Szkoła Technik Komputerowych otworzyła Zamiejscowy Ośrodek Dydaktyczny w Gdańsku. 
W 2010 r. Ośrodek Dydaktyczny przekształcił się w Zamiejscowy Wydział Informatyki. Od 2009 roku w skład filii w Gdańsku wchodzą dwa wydziały:
- Wydział Informatyki (studia inżynierskie)
- Wydział Sztuki Nowych Mediów (studia artystyczne na kierunku grafika)

Placówka gdańska mieściła się początkowo na terenie Stoczni Gdańskiej, od 2008 r. mieści się przy ul. Brzegi 55, na Oruni.
Od stycznia 2023 r. Wydział Informatyki mieści się w Śródmieściu - Targ Drzewny 9/11, Wydział Sztuki Nowych Mediów mieści się przy ul. Brzegi 55.
W 2014 r. Polsko-Japońska Wyższa Szkoła Technik Komputerowych przekształciła się w Polsko-Japońską Akademię Technik Komputerowych.
Wydziałem Informatyki kieruje prof. dr hab. Marek A Bednarczyk.
Wydziałem Sztuki Nowych Mediów kieruje dr Mariusz Sładczyk, funkcję prodziekana pełni dr Joanna Zakrzewska.
Na 2025 r. planowane jest wstępnie utworzenie zaocznych studiów II stopnia w zakresie Sztucznej Inteligencji.